# Jonathan Bolingi
Jonathan Bolingi Mpangi Merikani, (Kinshasa, 30 de junho de 1994) geralmente referido como Bolingi é um futebolista congolês que atua como atacante no Vojvodina.
Ele é filho de Mpangi Merikani, um treinador e ex-futebolista que atuava na posição de guarda-redes no Jomo Cosmos.